# Cornelia Pfohl
Cornelia Pfohl (Erlabrunn, 23 de julho de 1971) é uma arqueira alemã, medalhista olímpica.

## Carreira
Cornelia Pfohl representou seu país nos Jogos Olímpicos em 1992 a 2004, ganhando a medalha de prata por equipes em 1996 e bronze em 2000. 